# Ząbkowice Śląskie

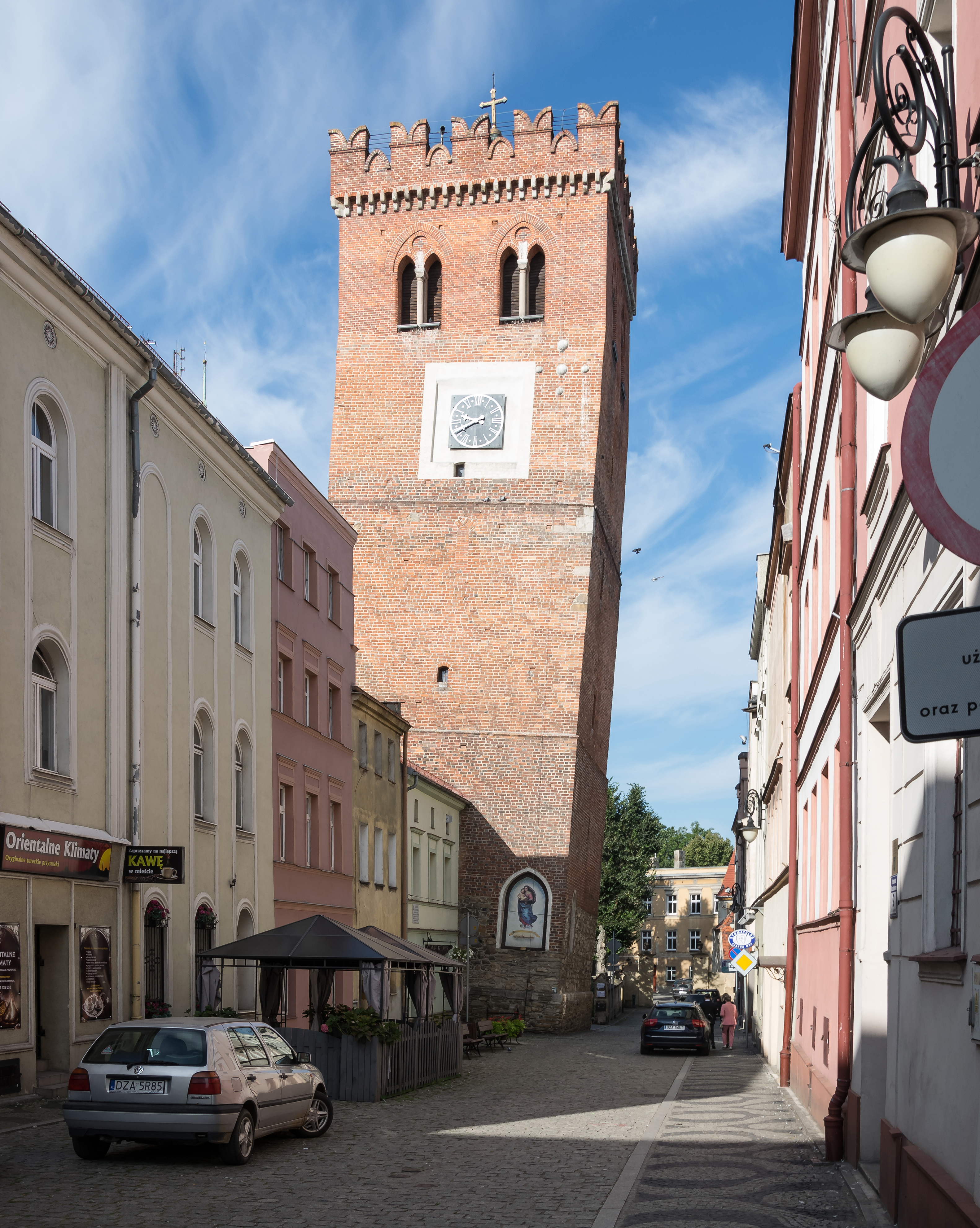
Torre inclinada de Ząbkowice.

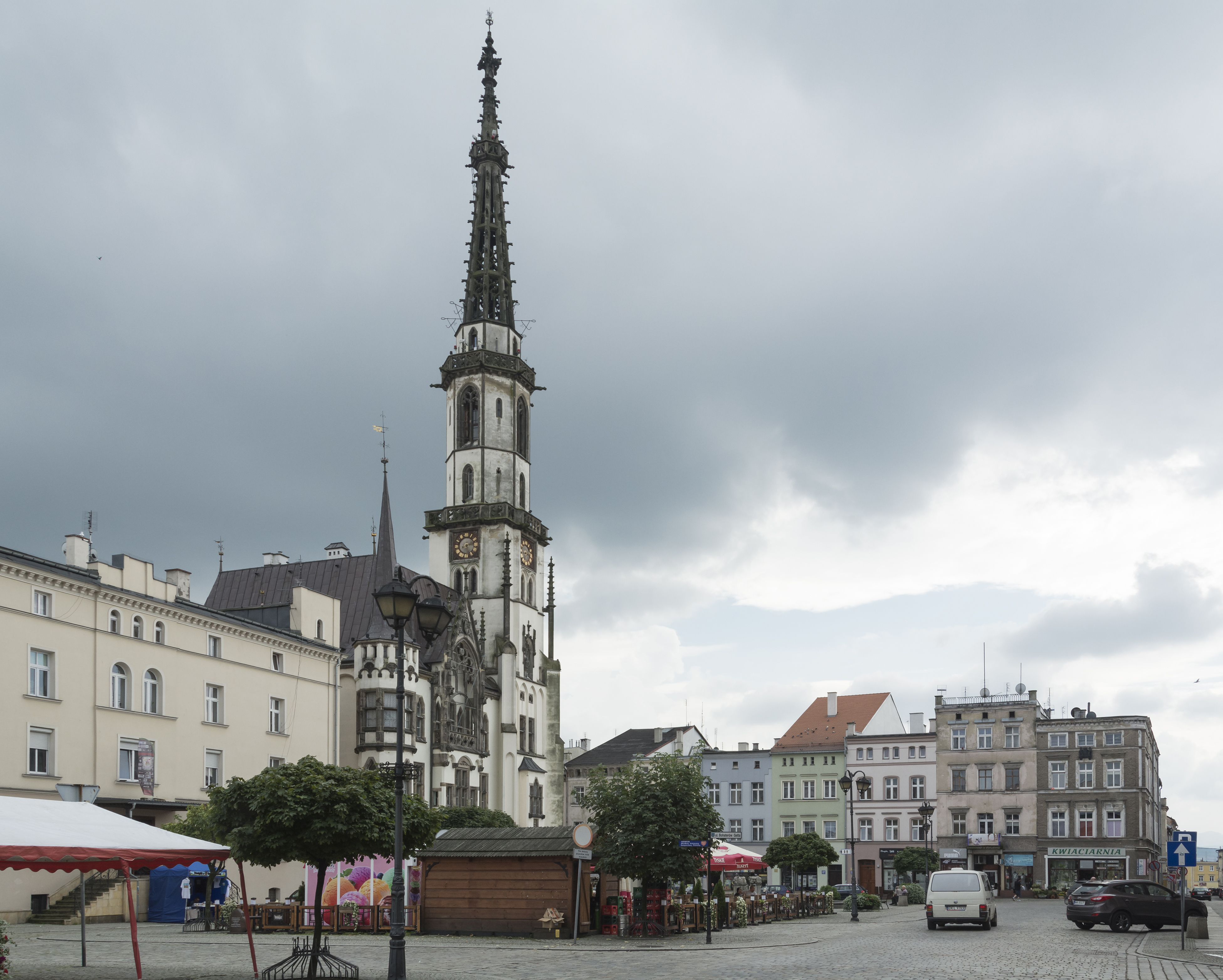
Plaza del Mercado en Ząbkowice Śląskie

Ząbkowice Śląskie, antes conocida como Frankenstein, es una ciudad en el voivodato de Baja Silesia (Polonia) y sede administrativa del distrito homónimo. Es el histórico hogar de la familia Frankenstein. Durante su viaje por Europa, Mary Shelley conoció a un miembro de esta familia, quien debió haberle causado una profunda impresión a la joven escritora, a punto tal de haberle puesto ese nombre al protagonista de su famosa novela.
- Datos: Q246693
- Multimedia: Ząbkowice Śląskie / Q246693